# Gangapur (Sawai Madhopur)
Gangapurist eine Stadt im indischen Bundesstaat Rajasthan.
Die Stadt ist Teil des Distrikts Sawai Madhopur. Gangapur hat den Status einer Municipality. Die Stadt ist in 40 Wards gegliedert. Sie hatte am Stichtag der Volkszählung 2011 119.090 Einwohner, von denen 62.829 Männer und 56.261 Frauen waren. Die Alphabetisierungsrate lag 2011 bei 79,1 % und damit über dem nationalen Durchschnitt. Hindus bilden mit einem Anteil von ca. 72 % die Mehrheit der Bevölkerung in der Stadt. Muslime bilden mit einem Anteil von ca. 26 % eine Minderheit.